# 方正脩
方正脩（1518年—？年），字仲安，四川潼川州人，明朝政治人物。

## 生平
嘉靖十九年（1540年）舉庚子科四川鄉試第五名，嘉靖二十九年（1550年）登庚戌科進士。

## 家族
曾祖方策，祖方自中，父方鞏，前母葉氏；程氏。